# Discografia dei Faith No More
La seguente è una discografia comprensiva del gruppo musicale statunitense Faith No More.
Dopo due album di scarso successo, We Care a Lot e Introduce Yourself, il gruppo raggiunge la fama mondiale a partire dal terzo album con l'ingresso in formazione del cantante Mike Patton. La band scala le classifiche con i singoli Epic (The Real Thing, 1989), Midlife Crisis e la cover dei Commodores Easy (Angel Dust, 1992), Digging the Grave (King for a Day... Fool for a Lifetime, 1995), e Ashes to Ashes (Album of the Year, 1997). Nel 1998 decidono di sciogliersi, con la pubblicazione della raccolta Who Cares a Lot?, per poi riformarsi nel 2009. Dopo circa vent'anni di silenzio discografico, viene pubblicato il settimo album in studio Sol Invictus (2015).

## Album

### Album in studio
| Anno                                                                                               | Titolo                                                                                          | Classifiche | Classifiche | Classifiche | Classifiche | Classifiche | Classifiche | Classifiche | Classifiche | Classifiche | Classifiche | Classifiche | Classifiche | Classifiche | Classifiche | Certificazioni                                            |
| Anno                                                                                               | Titolo                                                                                          | US          | AUS         | AUT         | CAN         | FIN         | FRA         | GER         | ITA         | NLD         | NOR         | NZ          | SWE         | SWI         | UK          | Certificazioni                                            |
| -------------------------------------------------------------------------------------------------- | ----------------------------------------------------------------------------------------------- | ----------- | ----------- | ----------- | ----------- | ----------- | ----------- | ----------- | ----------- | ----------- | ----------- | ----------- | ----------- | ----------- | ----------- | --------------------------------------------------------- |
| 1985                                                                                               | We Care a Lot - Pubblicazione: novembre 1985 - Etichetta: Mordam Records                        | —           | —           | —           | —           | —           | —           | —           | —           | —           | —           | —           | —           | —           | —           |                                                           |
| 1987                                                                                               | Introduce Yourself - Pubblicazione: 23 aprile 1987 - Etichetta: Slash Records                   | —           | 57          | —           | —           | —           | —           | —           | —           | —           | —           | —           | —           | —           | 88          |                                                           |
| 1989                                                                                               | The Real Thing - Pubblicazione: 20 giugno 1989 - Etichetta: Slash Records                       | 11          | 2           | —           | 10          | 18          | —           | 37          | —           | 56          | —           | 3           | 38          | —           | 30          | - AUS: Platino - CAN: Platino - UK: Argento - US: Platino |
| 1992                                                                                               | Angel Dust - Pubblicazione: 8 giugno 1992 - Etichetta: Slash Records                            | 10          | 4           | 4           | 12          | 5           | —           | 8           | —           | 22          | 7           | 6           | 18          | 9           | 2           | - AUS: Oro - CAN: Platino - GER: Oro - UK: Oro - US: Oro  |
| 1995                                                                                               | King for a Day... Fool for a Lifetime - Pubblicazione: 28 marzo 1995 - Etichetta: Slash Records | 31          | 2           | 9           | 39          | 2           | 5           | 8           | 18          | 8           | 6           | 3           | 5           | 7           | 5           | - AUS: Oro - UK: Oro                                      |
| 1997                                                                                               | Album of the Year - Pubblicazione: 3 giugno 1997 - Etichetta: Slash Records                     | 41          | 1           | 5           | 35          | 4           | 17          | 2           | 27          | 31          | 5           | 1           | 11          | 16          | 7           | - AUS: Platino                                            |
| 2015                                                                                               | Sol Invictus - Pubblicazione: 19 maggio 2015 - Etichetta: Ipecac Recordings                     | 15          | 2           | 7           | 9           | 1           | 12          | 4           | 20          | 7           | 2           | 6           | 27          | 3           | 6           |                                                           |
| "—" indica una pubblicazione che non si è classificata o che non è stata pubblicata in quel Paese. |                                                                                                 |             |             |             |             |             |             |             |             |             |             |             |             |             |             |                                                           |

### Album dal vivo
| Anno | Titolo                                                                                  | Classifiche | Classifiche | Classifiche | Classifiche |
| Anno | Titolo                                                                                  | AUS         | FIN         | GER         | UK          |
| ---- | --------------------------------------------------------------------------------------- | ----------- | ----------- | ----------- | ----------- |
| 1991 | Live at the Brixton Academy - Pubblicazione: 4 febbraio 1991 - Etichetta: Slash Records | 93          | 13          | 38          | 20          |

### Raccolte
| Anno                                                                                               | Titolo | Classifiche | Classifiche | Classifiche | Classifiche | Classifiche | Classifiche | Classifiche | Classifiche | Certificazioni               |
| Anno                                                                                               | Titolo | AUS         | AUT         | FIN         | GER         | NOR         | NZ          | SWI         | UK          | Certificazioni               |
| -------------------------------------------------------------------------------------------------- | --- | ----------- | ----------- | ----------- | ----------- | ----------- | ----------- | ----------- | ----------- | ---------------------------- |
| 1998                                                                                               | Who Cares a Lot? - Pubblicazione: 24 novembre 1998 - Etichetta: Slash Records                              | 4           | 46          | —           | 27          | 26          | 10          | —           | 37          | - AUS: Platino - UK: Argento |
| 2003                                                                                               | This Is It: The Best of Faith No More - Pubblicazione: 28 gennaio 2003 - Etichetta: WEA                    | —           | —           | —           | —           | —           | —           | —           | —           |                              |
| 2005                                                                                               | Epic and Other Hits - Pubblicazione: 2005 - Etichetta: WEA                                                 | —           | —           | —           | —           | —           | —           | —           | —           |                              |
| 2006                                                                                               | The Platinum Collection - Pubblicazione: 10 gennaio 2006 - Etichetta: WEA                                  | —           | —           | —           | —           | —           | —           | —           | 38          |                              |
| 2008                                                                                               | The Works - Pubblicazione: 31 marzo 2008 - Etichetta: WEA                                                  | —           | —           | —           | —           | —           | —           | —           | —           |                              |
| 2009                                                                                               | The Very Best Definitive Ultimate Greatest Hits Collection - Pubblicazione: 8 giugno 2009 - Etichetta: WEA | —           | —           | 6           | —           | —           | 37          | 77          | 128         |                              |
| "—" indica una pubblicazione che non si è classificata o che non è stata pubblicata in quel Paese. | |             |             |             |             |             |             |             |             |                              |

## Singoli
| Anno                                                                                               | Singolo                                                              | Classifiche | Classifiche | Classifiche | Classifiche | Classifiche | Classifiche | Classifiche | Classifiche | Classifiche | Classifiche | Classifiche | Classifiche | Classifiche | Classifiche | Classifiche | Classifiche | Classifiche | Certificazioni                         | Album di provenienza                          |
| Anno                                                                                               | Singolo                                                              | US          | US Alt.     | US Rock     | AUS         | AUT         | CAN         | FIN         | FRA         | GER         | IRL         | ITA         | NLD         | NOR         | NZ          | SWE         | SWI         | UK          | Certificazioni                         | Album di provenienza                          |
| -------------------------------------------------------------------------------------------------- | -------------------------------------------------------------------- | ----------- | ----------- | ----------- | ----------- | ----------- | ----------- | ----------- | ----------- | ----------- | ----------- | ----------- | ----------- | ----------- | ----------- | ----------- | ----------- | ----------- | -------------------------------------- | --------------------------------------------- |
| 1987                                                                                               | We Care a Lot                                                        | —           | —           | —           | —           | —           | —           | —           | —           | —           | —           | —           | —           | —           | 40          | —           | —           | 53          |                                        | Introduce Yourself                            |
| 1988                                                                                               | Anne's Song                                                          | —           | —           | —           | —           | —           | —           | —           | —           | —           | —           | —           | —           | —           | —           | —           | —           | —           |                                        | Introduce Yourself                            |
| 1989                                                                                               | From Out of Nowhere                                                  | —           | —           | —           | 83          | —           | —           | —           | —           | —           | —           | —           | —           | —           | —           | —           | —           | 23          |                                        | The Real Thing                                |
| 1990                                                                                               | Epic                                                                 | 9           | —           | 25          | 1           | —           | 19          | —           | —           | —           | 27          | —           | 51          | —           | 2           | —           | —           | 25          | - AUS: Platino - UK: Argento - US: Oro | The Real Thing                                |
| 1990                                                                                               | Falling to Pieces                                                    | 92          | —           | 40          | 26          | —           | —           | —           | —           | —           | —           | —           | —           | —           | 16          | —           | —           | 41          |                                        | The Real Thing                                |
| 1992                                                                                               | Midlife Crisis                                                       | —           | 1           | 32          | 31          | 9           | 77          | —           | —           | 32          | 13          | 21          | 36          | —           | 32          | —           | —           | 10          |                                        | Angel Dust                                    |
| 1992                                                                                               | A Small Victory                                                      | —           | 11          | —           | 84          | —           | —           | 17          | —           | —           | —           | —           | —           | —           | —           | —           | —           | 29          |                                        | Angel Dust                                    |
| 1992                                                                                               | Everything's Ruined                                                  | —           | —           | —           | 63          | —           | —           | —           | —           | —           | —           | —           | —           | —           | —           | —           | —           | 28          |                                        | Angel Dust                                    |
| 1992                                                                                               | Easy                                                                 | 58          | —           | —           | 1           | —           | 73          | 3           | —           | 20          | 5           | —           | 10          | 2           | 6           | 11          | 9           | 3           | - AUS: Platino                         | Angel Dust                                    |
| 1993                                                                                               | Another Body Murdered (con i Boo-Yaa T.R.I.B.E.)                     | —           | —           | —           | —           | —           | —           | —           | —           | —           | 13          | —           | —           | —           | 41          | —           | —           | 26          |                                        | Judgment Night: Music from the Motion Picture |
| 1995                                                                                               | Digging the Grave                                                    | —           | —           | —           | 12          | —           | —           | 5           | 23          | 48          | 12          | 17          | —           | 11          | 16          | 39          | 42          | 16          |                                        | King for a Day... Fool for a Lifetime         |
| 1995                                                                                               | Ricochet                                                             | —           | —           | —           | 58          | —           | —           | —           | —           | —           | —           | —           | —           | —           | —           | —           | —           | 27          |                                        | King for a Day... Fool for a Lifetime         |
| 1995                                                                                               | Evidence                                                             | —           | —           | —           | 27          | —           | —           | 5           | —           | —           | —           | —           | 42          | —           | 38          | —           | —           | 32          |                                        | King for a Day... Fool for a Lifetime         |
| 1997                                                                                               | Ashes to Ashes                                                       | —           | —           | 23          | 8           | —           | —           | 7           | —           | 76          | 26          | —           | —           | 14          | 39          | —           | 50          | 15          | - AUS: Oro                             | Album of the Year                             |
| 1997                                                                                               | Last Cup of Sorrow                                                   | —           | —           | 14          | 66          | —           | —           | —           | —           | —           | —           | —           | —           | —           | 32          | —           | —           | 51          |                                        | Album of the Year                             |
| 1997                                                                                               | Stripsearch                                                          | —           | —           | —           | 83          | —           | —           | —           | —           | —           | —           | —           | —           | —           | —           | —           | —           | —           |                                        | Album of the Year                             |
| 1998                                                                                               | This Town Ain't Big Enough for Both of Us (Sparks vs. Faith No More) | —           | —           | —           | 69          | —           | —           | —           | —           | —           | —           | —           | —           | —           | —           | —           | —           | 40          |                                        | Plagiarism                                    |
| 1998                                                                                               | I Started a Joke                                                     | —           | —           | —           | 58          | —           | —           | —           | —           | —           | —           | —           | —           | —           | 38          | —           | —           | 49          |                                        | Who Cares a Lot?                              |
| 2014                                                                                               | Motherfucker                                                         | —           | —           | —           | —           | —           | —           | 14          | —           | —           | —           | —           | —           | —           | —           | —           | —           | —           |                                        | Sol Invictus                                  |
| 2015                                                                                               | Superhero                                                            | —           | —           | —           | —           | —           | —           | —           | —           | —           | —           | —           | —           | —           | —           | —           | —           | —           |                                        | Sol Invictus                                  |
| 2015                                                                                               | Sunny Side Up                                                        | —           | —           | —           | —           | —           | —           | —           | —           | —           | —           | —           | —           | —           | —           | —           | —           | —           |                                        | Sol Invictus                                  |
| "—" indica una pubblicazione che non si è classificata o che non è stata pubblicata in quel Paese. |                                                                      |             |             |             |             |             |             |             |             |             |             |             |             |             |             |             |             |             |                                        |                                               |

## Videografia

### Album video
| Anno | Titolo                                                                                                  | Certificazioni |
| ---- | --- | -------------- |
| 1990 | You Fat Bastards: Live at the Brixton Academy - Pubblicazione: 20 agosto 1990 - Etichetta: Warner Bros. | - US: Oro      |
| 1993 | Video Croissant - Pubblicazione: 2 febbraio 1993 - Etichetta: Warner Bros.                              |                |
| 1999 | Who Cares a Lot?: The Greatest Videos - Pubblicazione: 23 febbraio 1999 - Etichetta: Warner Bros.       |                |
| 2006 | You Fat Bastards/Who Cares a Lot - Pubblicazione: 23 maggio 2006 - Etichetta: WEA                       |                |

### Video musicali
| Anno | Titolo                 | Regista               |
| ---- | ---------------------- | --------------------- |
| 1988 | We Care a Lot          | Bob Biggs & Jay Brown |
| 1988 | Anne's Song            | Tamra Davis           |
| 1989 | From Out of Nowhere    | Doug Freel            |
| 1990 | Epic                   | Ralph Ziman           |
| 1990 | Falling to Pieces      | Ralph Ziman           |
| 1990 | Surprise! You're Dead! | Billy Gould           |
| 1992 | Midlife Crisis         | Kevin Kerslake        |
| 1992 | A Small Victory        | Marcus Nispel         |
| 1992 | Everything's Ruined    | Kevin Kerslake        |
| 1992 | Easy                   | Barry McGuire         |
| 1993 | Another Body Murdered  | Marcus Raboy          |
| 1995 | Digging the Grave      | Alan Smithee          |
| 1995 | Ricochet               | Alex Hemming          |
| 1995 | Evidence               | Walter A. Stern       |
| 1997 | Ashes to Ashes         | Tim Royes             |
| 1997 | Last Cup of Sorrow     | Joseph Kahn           |
| 1997 | Stripsearch            | Philip Stolzl         |
| 1998 | I Started a Joke       | Vito Rocco            |
| 2015 | Sunny Side Up          | Joe Lynch             |
| 2015 | Separation Anxiety     | Finch Lynch           |
| 2016 | Cone of Shame          | Goce Cvetanovski      |